# Singoli al numero uno in Argentina
La presente lista elenca i singoli alla posizione numero uno della classifica settimanale argentina, la Billboard Argentina Hot 100, redatta da Billboard Argentina, che sono state, nel corso delle settimane, le canzoni più riprodotte sulle piattaforme di streaming a livello nazionale.

## 2018
| Settimana   | Artista                                      | Brano             | Note   |
| ----------- | -------------------------------------------- | ----------------- | ------ |
| 14 ottobre  | Becky G e Paulo Londra                       | Cuando te besé    | [ 1 ]  |
| 21 ottobre  | Damas Gratis feat. Viru Kumbieron            | Me vas a extrañar | [ 2 ]  |
| 28 ottobre  | Damas Gratis feat. Viru Kumbieron            | Me vas a extrañar | [ 3 ]  |
| 4 novembre  | DJ Snake feat. Selena Gomez, Ozuna e Cardi B | Taki Taki         | [ 4 ]  |
| 11 novembre | DJ Snake feat. Selena Gomez, Ozuna e Cardi B | Taki Taki         | [ 5 ]  |
| 18 novembre | DJ Snake feat. Selena Gomez, Ozuna e Cardi B | Taki Taki         | [ 6 ]  |
| 25 novembre | DJ Snake feat. Selena Gomez, Ozuna e Cardi B | Taki Taki         | [ 7 ]  |
| 2 dicembre  | DJ Snake feat. Selena Gomez, Ozuna e Cardi B | Taki Taki         | [ 8 ]  |
| 9 dicembre  | Paulo Londra                                 | Adán y Eva        | [ 9 ]  |
| 16 dicembre | Paulo Londra                                 | Adán y Eva        | [ 10 ] |
| 23 dicembre | Paulo Londra                                 | Adán y Eva        | [ 11 ] |
| 30 dicembre | Paulo Londra                                 | Adán y Eva        | [ 12 ] |

## 2019
| Settimana    | Artista                                                 | Brano             | Note   |
| ------------ | ------------------------------------------------------- | ----------------- | ------ |
| 20 gennaio   | Paulo Londra                                            | Adán y Eva        | [ 13 ] |
| 27 gennaio   | Pedro Capó e Farruko                                    | Calma (Remix)     | [ 14 ] |
| 3 febbraio   | Pedro Capó e Farruko                                    | Calma (Remix)     | [ 15 ] |
| 10 febbraio  | Pedro Capó e Farruko                                    | Calma (Remix)     | [ 16 ] |
| 17 febbraio  | Pedro Capó e Farruko                                    | Calma (Remix)     | [ 17 ] |
| 24 febbraio  | Pedro Capó e Farruko                                    | Calma (Remix)     | [ 18 ] |
| 3 marzo      | Pedro Capó e Farruko                                    | Calma (Remix)     | [ 19 ] |
| 10 marzo     | Pedro Capó e Farruko                                    | Calma (Remix)     | [ 20 ] |
| 17 marzo     | Pedro Capó e Farruko                                    | Calma (Remix)     | [ 21 ] |
| 24 marzo     | Daddy Yankee feat. Snow                                 | Con calma         | [ 22 ] |
| 31 marzo     | Daddy Yankee feat. Snow                                 | Con calma         | [ 23 ] |
| 7 aprile     | Daddy Yankee feat. Snow                                 | Con calma         | [ 24 ] |
| 14 aprile    | Daddy Yankee feat. Snow                                 | Con calma         | [ 25 ] |
| 21 aprile    | Daddy Yankee feat. Snow                                 | Con calma         | [ 26 ] |
| 28 aprile    | Daddy Yankee e Katy Perry feat. Snow                    | Con calma         | [ 27 ] |
| 5 maggio     | Daddy Yankee e Katy Perry feat. Snow                    | Con calma         | [ 28 ] |
| 12 maggio    | Daddy Yankee e Katy Perry feat. Snow                    | Con calma         | [ 29 ] |
| 19 maggio    | Daddy Yankee e Katy Perry feat. Snow                    | Con calma         | [ 30 ] |
| 26 maggio    | Daddy Yankee e Katy Perry feat. Snow                    | Con calma         | [ 31 ] |
| 2 giugno     | Sech feat. Darell                                       | Otro trago        | [ 32 ] |
| 9 giugno     | Sech feat. Darell                                       | Otro trago        | [ 33 ] |
| 16 giugno    | Sech feat. Darell                                       | Otro trago        | [ 34 ] |
| 23 giugno    | Sech feat. Darell                                       | Otro trago        | [ 35 ] |
| 30 giugno    | Sech feat. Darell                                       | Otro trago        | [ 36 ] |
| 7 luglio     | Sech feat. Darell                                       | Otro trago        | [ 37 ] |
| 14 luglio    | Sech feat. Darell                                       | Otro trago        | [ 38 ] |
| 21 luglio    | Rosalía e J Balvin feat. El Guincho                     | Con altura        | [ 39 ] |
| 28 luglio    | Rosalía e J Balvin feat. El Guincho                     | Con altura        | [ 40 ] |
| 4 agosto     | Rosalía e J Balvin feat. El Guincho                     | Con altura        | [ 41 ] |
| 11 agosto    | Sech, Ozuna e Anuel AA feat. Darell e Nicky Jam         | Otro trago        | [ 42 ] |
| 18 agosto    | Sech, Ozuna e Anuel AA feat. Darell e Nicky Jam         | Otro trago        | [ 43 ] |
| 25 agosto    | Sech, Ozuna e Anuel AA feat. Darell e Nicky Jam         | Otro trago        | [ 44 ] |
| 1º settembre | Sech, Ozuna e Anuel AA feat. Darell e Nicky Jam         | Otro trago        | [ 45 ] |
| 8 settembre  | Sech, Ozuna e Anuel AA feat. Darell e Nicky Jam         | Otro trago        | [ 46 ] |
| 15 settembre | Sech, Ozuna e Anuel AA feat. Darell e Nicky Jam         | Otro trago        | [ 47 ] |
| 22 settembre | Anuel AA, Daddy Yankee e Karol G feat. Ozuna e J Balvin | China             | [ 48 ] |
| 29 settembre | Anuel AA, Daddy Yankee e Karol G feat. Ozuna e J Balvin | China             | [ 49 ] |
| 6 ottobre    | Anuel AA, Daddy Yankee e Karol G feat. Ozuna e J Balvin | China             | [ 50 ] |
| 13 ottobre   | Anuel AA, Daddy Yankee e Karol G feat. Ozuna e J Balvin | China             | [ 51 ] |
| 20 ottobre   | Anuel AA, Daddy Yankee e Karol G feat. Ozuna e J Balvin | China             | [ 52 ] |
| 27 ottobre   | Camilo e Pedro Capó                                     | Tutu              | [ 53 ] |
| 3 novembre   | Camilo e Pedro Capó                                     | Tutu              | [ 54 ] |
| 10 novembre  | Camilo e Pedro Capó                                     | Tutu              | [ 55 ] |
| 17 novembre  | Daddy Yankee                                            | Que tire pa lante | [ 56 ] |
| 24 novembre  | Daddy Yankee                                            | Que tire pa lante | [ 57 ] |
| 1º dicembre  | Daddy Yankee                                            | Que tire pa lante | [ 58 ] |
| 8 dicembre   | Daddy Yankee                                            | Que tire pa lante | [ 59 ] |
| 15 dicembre  | Daddy Yankee                                            | Que tire pa lante | [ 60 ] |
| 22 dicembre  | Daddy Yankee                                            | Que tire pa lante | [ 61 ] |
| 29 dicembre  | Daddy Yankee                                            | Que tire pa lante | [ 62 ] |

## 2020
| Settimane    | Artista                                                 | Brano              | Note    |
| ------------ | ------------------------------------------------------- | ------------------ | ------- |
| 5 gennaio    | Daddy Yankee                                            | Que tire pa lante  | [ 63 ]  |
| 12 gennaio   | Daddy Yankee                                            | Que tire pa lante  | [ 64 ]  |
| 19 gennaio   | Karol G feat. Nicki Minaj                               | Tusa               | [ 65 ]  |
| 26 gennaio   | Karol G feat. Nicki Minaj                               | Tusa               | [ 66 ]  |
| 2 febbraio   | Karol G feat. Nicki Minaj                               | Tusa               | [ 67 ]  |
| 9 febbraio   | Karol G feat. Nicki Minaj                               | Tusa               | [ 68 ]  |
| 16 febbraio  | Karol G feat. Nicki Minaj                               | Tusa               | [ 69 ]  |
| 23 febbraio  | Karol G feat. Nicki Minaj                               | Tusa               | [ 70 ]  |
| 1º marzo     | Karol G feat. Nicki Minaj                               | Tusa               | [ 71 ]  |
| 8 marzo      | Karol G feat. Nicki Minaj                               | Tusa               | [ 72 ]  |
| 15 marzo     | Karol G feat. Nicki Minaj                               | Tusa               | [ 73 ]  |
| 22 marzo     | Karol G feat. Nicki Minaj                               | Tusa               | [ 74 ]  |
| 29 marzo     | Karol G feat. Nicki Minaj                               | Tusa               | [ 75 ]  |
| 5 aprile     | Karol G feat. Nicki Minaj                               | Tusa               | [ 76 ]  |
| 12 aprile    | Karol G feat. Nicki Minaj                               | Tusa               | [ 77 ]  |
| 19 aprile    | Karol G feat. Nicki Minaj                               | Tusa               | [ 78 ]  |
| 26 aprile    | Karol G feat. Nicki Minaj                               | Tusa               | [ 79 ]  |
| 3 maggio     | Karol G feat. Nicki Minaj                               | Tusa               | [ 80 ]  |
| 10 maggio    | Karol G feat. Nicki Minaj                               | Tusa               | [ 81 ]  |
| 17 maggio    | Karol G feat. Nicki Minaj                               | Tusa               | [ 82 ]  |
| 24 maggio    | Karol G feat. Nicki Minaj                               | Tusa               | [ 83 ]  |
| 31 maggio    | Karol G feat. Nicki Minaj                               | Tusa               | [ 84 ]  |
| 7 giugno     | Karol G feat. Nicki Minaj                               | Tusa               | [ 85 ]  |
| 14 giugno    | Karol G feat. Nicki Minaj                               | Tusa               | [ 86 ]  |
| 21 giugno    | Karol G feat. Nicki Minaj                               | Tusa               | [ 87 ]  |
| 28 giugno    | Karol G feat. Nicki Minaj                               | Tusa               | [ 88 ]  |
| 5 luglio     | Karol G feat. Nicki Minaj                               | Tusa               | [ 89 ]  |
| 12 luglio    | Nio García, Anuel AA e Myke Towers feat. Juanka & Brray | La jeepeta (Remix) | [ 90 ]  |
| 19 luglio    | Nio García, Anuel AA e Myke Towers feat. Juanka & Brray | La jeepeta (Remix) | [ 91 ]  |
| 26 luglio    | Nio García, Anuel AA e Myke Towers feat. Juanka & Brray | La jeepeta (Remix) | [ 92 ]  |
| 2 agosto     | Rauw Alejandro e Camilo                                 | Tattoo (Remix)     | [ 93 ]  |
| 9 agosto     | Trueno feat. Nicki Nicole & Bizarrap                    | Mamichula          | [ 94 ]  |
| 16 agosto    | Trueno feat. Nicki Nicole & Bizarrap                    | Mamichula          | [ 95 ]  |
| 23 agosto    | Trueno feat. Nicki Nicole & Bizarrap                    | Mamichula          | [ 96 ]  |
| 30 agosto    | Trueno feat. Nicki Nicole & Bizarrap                    | Mamichula          | [ 97 ]  |
| 6 settembre  | Maluma                                                  | Hawái              | [ 98 ]  |
| 13 settembre | Maluma                                                  | Hawái              | [ 99 ]  |
| 20 settembre | Maluma                                                  | Hawái              | [ 100 ] |
| 27 settembre | Maluma                                                  | Hawái              | [ 101 ] |
| 4 ottobre    | Maluma                                                  | Hawái              | [ 102 ] |
| 11 ottobre   | Maluma                                                  | Hawái              | [ 103 ] |
| 18 ottobre   | Maluma                                                  | Hawái              | [ 104 ] |
| 25 ottobre   | Maluma                                                  | Hawái              | [ 105 ] |
| 1º novembre  | Maluma                                                  | Hawái              | [ 106 ] |
| 8 novembre   | Camilo                                                  | Vida de Rico       | [ 107 ] |
| 15 novembre  | Maluma e The Weeknd                                     | Hawái              | [ 108 ] |
| 22 novembre  | Maluma e The Weeknd                                     | Hawái              | [ 109 ] |
| 29 novembre  | Maluma e The Weeknd                                     | Hawái              | [ 110 ] |
| 6 dicembre   | Bad Bunny e Jhay Cortez                                 | Dákiti             | [ 111 ] |
| 13 dicembre  | Bad Bunny e Jhay Cortez                                 | Dákiti             | [ 112 ] |
| 20 dicembre  | Karol G                                                 | Bichota            | [ 113 ] |
| 27 dicembre  | Karol G                                                 | Bichota            | [ 114 ] |

## 2021
| Settimane    | Artista                                                       | Brano                                   | Note    |
| ------------ | ------------------------------------------------------------- | --------------------------------------- | ------- |
| 3 gennaio    | Karol G                                                       | Bichota                                 | [ 115 ] |
| 10 gennaio   | Karol G                                                       | Bichota                                 | [ 116 ] |
| 17 gennaio   | Karol G                                                       | Bichota                                 | [ 117 ] |
| 24 gennaio   | Migrantes, Oscu e Rombai feat. Agapornis e Alico              | Si me tomo una cerveza (Remix)          | [ 118 ] |
| 31 gennaio   | Myke Towers e Juhn                                            | Bandido                                 | [ 119 ] |
| 7 febbraio   | Myke Towers e Juhn                                            | Bandido                                 | [ 120 ] |
| 14 febbraio  | Myke Towers e Juhn                                            | Bandido                                 | [ 121 ] |
| 21 febbraio  | Myke Towers e Juhn                                            | Bandido                                 | [ 122 ] |
| 28 febbraio  | Myke Towers e Juhn                                            | Bandido                                 | [ 123 ] |
| 7 marzo      | Myke Towers e Juhn                                            | Bandido                                 | [ 124 ] |
| 14 marzo     | Myke Towers e Juhn                                            | Bandido                                 | [ 125 ] |
| 21 marzo     | Rusherking, Duki, Khea, María Becerra, Lit Killah e Tiago PZK | Además de mi (Remix)                    | [ 126 ] |
| 28 marzo     | Bizarrap e L-Gante                                            | L-Gante: Bzrp Music Sessions, Vol. 38   | [ 127 ] |
| 4 aprile     | Bizarrap e L-Gante                                            | L-Gante: Bzrp Music Sessions, Vol. 38   | [ 128 ] |
| 11 aprile    | Bizarrap e L-Gante                                            | L-Gante: Bzrp Music Sessions, Vol. 38   | [ 129 ] |
| 18 aprile    | Bizarrap e L-Gante                                            | L-Gante: Bzrp Music Sessions, Vol. 38   | [ 130 ] |
| 25 aprile    | Bizarrap e L-Gante                                            | L-Gante: Bzrp Music Sessions, Vol. 38   | [ 131 ] |
| 2 maggio     | Bizarrap e L-Gante                                            | L-Gante: Bzrp Music Sessions, Vol. 38   | [ 132 ] |
| 9 maggio     | Bizarrap e L-Gante                                            | L-Gante: Bzrp Music Sessions, Vol. 38   | [ 133 ] |
| 16 maggio    | Tini e María Becerra                                          | Miénteme                                | [ 134 ] |
| 23 maggio    | Tini e María Becerra                                          | Miénteme                                | [ 135 ] |
| 30 maggio    | Tini e María Becerra                                          | Miénteme                                | [ 136 ] |
| 6 giugno     | Tini e María Becerra                                          | Miénteme                                | [ 137 ] |
| 13 giugno    | Tini e María Becerra                                          | Miénteme                                | [ 138 ] |
| 20 giugno    | Tini e María Becerra                                          | Miénteme                                | [ 139 ] |
| 27 giugno    | Rauw Alejandro                                                | Todo de ti                              | [ 140 ] |
| 4 luglio     | J Balvin e María Becerra                                      | Qué más pues?                           | [ 141 ] |
| 11 luglio    | J Balvin e María Becerra                                      | Qué más pues?                           | [ 142 ] |
| 18 luglio    | Bizarrap e Nicky Jam                                          | Nicky Jam: Bzrp Music Sessions, Vol. 41 | [ 143 ] |
| 25 luglio    | Bandido, Duki e Rei feat. Tiago PZK                           | No me conocen (Remix)                   | [ 144 ] |
| 1º agosto    | Bandido, Duki e Rei feat. Tiago PZK                           | No me conocen (Remix)                   | [ 145 ] |
| 8 agosto     | Tiago PZK e Lit Killah                                        | Entre nosotros                          | [ 146 ] |
| 15 agosto    | Tiago PZK e Lit Killah                                        | Entre nosotros                          | [ 147 ] |
| 22 agosto    | Tiago PZK e Lit Killah                                        | Entre nosotros                          | [ 148 ] |
| 29 agosto    | Tiago PZK e Lit Killah                                        | Entre nosotros                          | [ 149 ] |
| 5 settembre  | Tiago PZK e Lit Killah                                        | Entre nosotros                          | [ 150 ] |
| 12 settembre | Tiago PZK e Lit Killah                                        | Entre nosotros                          | [ 151 ] |
| 19 settembre | Tiago PZK e Lit Killah                                        | Entre nosotros                          | [ 152 ] |
| 26 settembre | Kaleb di Masi e Blunted Vato feat. Ecko e Papichamp           | Turraka (Remix)                         | [ 153 ] |
| 3 ottobre    | Kaleb di Masi e Blunted Vato feat. Ecko e Papichamp           | Turraka (Remix)                         | [ 154 ] |
| 10 ottobre   | Kaleb di Masi e Blunted Vato feat. Ecko e Papichamp           | Turraka (Remix)                         | [ 155 ] |
| 17 ottobre   | Kaleb di Masi e Blunted Vato feat. Ecko e Papichamp           | Turraka (Remix)                         | [ 156 ] |
| 24 ottobre   | Kaleb di Masi e Blunted Vato feat. Ecko e Papichamp           | Turraka (Remix)                         | [ 157 ] |
| 31 ottobre   | Kaleb di Masi e Blunted Vato feat. Ecko e Papichamp           | Turraka (Remix)                         | [ 158 ] |
| 7 novembre   | Kaleb di Masi e Blunted Vato feat. Ecko e Papichamp           | Turraka (Remix)                         | [ 159 ] |
| 14 novembre  | Kaleb di Masi e Blunted Vato feat. Ecko e Papichamp           | Turraka (Remix)                         | [ 160 ] |
| 21 novembre  | Tiago PZK e Trueno                                            | Salimo de noche                         | [ 161 ] |
| 28 novembre  | Tini e L-Gante                                                | Bar                                     | [ 162 ] |
| 5 dicembre   | Tini e L-Gante                                                | Bar                                     | [ 163 ] |
| 12 dicembre  | Tini e L-Gante                                                | Bar                                     | [ 164 ] |
| 19 dicembre  | Tini e L-Gante                                                | Bar                                     | [ 165 ] |
| 26 dicembre  | Tini e L-Gante                                                | Bar                                     | [ 166 ] |

## 2022
| Settimane  | Artista                                             | Brano                  | Note    |
| ---------- | --------------------------------------------------- | ---------------------- | ------- |
| 2 gennaio  | Tini e L-Gante                                      | Bar                    | [ 167 ] |
| 9 gennaio  | Tini e L-Gante                                      | Bar                    | [ 168 ] |
| 16 gennaio | Tiago PZK, Lit Killah, María Becerra e Nicki Nicole | Entre nosotros (Remix) | [ 169 ] |